# Syllepte simealis
Syllepte simealis là một loài bướm đêm trong họ Crambidae.